# Lolita divat

Egy lolita Tokió Haradzsuku negyedében

A lolita (ロリータ - roríta) egy Japánból eredő öltözködési irányzat és szubkultúra, ami az 1970-es és 80-as évek alatt alakult ki Tokió Haradzsuku negyedében, majd a következő évtizedekben világszerte ismertté és elterjedtté vált, főként az animék és mangák (japán animációs film és képregény) népszerűségének köszönhetően.
A divat alapjait a 19. századi Európa (azon belül is elsősorban Nagy-Britannia) viktoriánus öltözetei inspirálták, ami más japán utcadivatokkal keveredve egyedi irányzatokat hozott létre a stíluson belül.  

## A név eredete
A divat követőinek általános megegyezése alapján az irányzat neve nem köthető Vladimir Nabokov Lolita című könyvéhez, tartalmilag pedig kifejezetten ellentétes jelentést képviselnek. A divatra sokkal inkább jellemző a név (a spanyol eredetű Dolores rövidítése) eredeti jelentése, azaz "bájos, elbűvölő kislány". Az irányzat követőinek szándéka sokkal inkább az elegancia és az aranyos megjelenés elérése, mintsem a szexuális kisugárzás közvetítése.
A stílusra gyakran utalnak még "goth loli" (ゴスロリ- gosu rori) vagy "EGA"/"EGL" ("Elegant Gothic Aristocrat"/"Elegant Gothic Lolita") kifejezéssel Japánon kívül. Szigorúan véve azonban a goth loli csak egy irányzat a szubkultúrán belül, az EGA/EGL pedig a japán divattervező és zenész, Mana által kitalált fogalom, amellyel saját márkáját (Moi-même-Moitié) jellemzi.
Az igényes, az öltözködési és viselkedési alapelvekre odafigyelő loliták (a divat követőinek megnevezése, röviden loli) gyakran megvetik azokat, akik nem tartják magukat szigorúan a stílus íratlan szabályaihoz, így azt rossz fényben tüntetve fel. A közösségen belül sok utálat érheti az igénytelennek bélyegzett lányokat, illetve gyakran sznobizmussal vádolják az irányzat követőit, sokan pedig emiatt kerülik az online közösségeket vagy találkozókat. Az igénytelennek vélt lolikat a közösség tagjai "Ita-csannak" nevezik, ezzel utalva a fájdalomra, ami azzal jár, ha valaki rájuk néz.

## Általános jellemzők
A lolita öltözködés alapja a viktoriánus kor női és gyermekdivatja. Az irányzat képviselőinek célja az ártatlan, elegáns, esetenként aranyos kinézet elérése, amivel leginkább egy porcelánbabára emlékeztetnek. 
Jellemző a stílusra a térdig érő, harang alakú szoknya, ruha (One Piece, röviden OP) vagy JSK (Jumping Skirt, ujjatlan ruha, ami alá mindig szokás blúzt viselni), aminek formáját alsószoknyákkal emelik ki. Ehhez általában buggyos ujjú, fodros blúzokat, térdig érő zoknikat és pántos (Mary Jane) szandálokat hordanak. A szandál alternatívájaként elterjedt még a punk divatból is ismert Rockinghorse Shoe (hintaló cipő), egy vastag fatalpú cipő, amit hagyományosan szalagokkal rögzítenek a bokához; a különlegessége, hogy a saroknál lévő darab hiányzik a talpból. 
A ruhák színe és mintázata irányzatonként változó a stíluson belül, viszont a fodrok, a csipke és a masnik mindegyik esetben jellemző motívumok. A kiegészítők, ékszerek is általában az irányzatra utalnak, de általánosak a hajba tűzhető masnik, főkötők, apró kalapok és különböző tárgy (szív, sütemény) vagy állat formájú táskák.
A közösségben az idők során kialakultak íratlan szabályok a megjelenést illetően. A stílus alapelvévé vált az ártatlan kinézetre való törekvés és a minőségre való odafigyelés. A szabályok elsősorban a kultikus márkák fennmaradását, és a stílus jó hírnevét hivatottak szolgálni, mivel a nyugati társadalomban gyakran elmosódik a határ a lolita divat és az anime kultúra között. Egyre több olyan anime- és japán kultúra-rajongó érdeklődik a divat iránt, aki csak bizonyos rendezvényekre (convention) hordja annak elemeit. Mivel a nevesebb márkák ruhái nem számítanak olcsónak, ezért sokszor az alkalmi loliták (cosplayer loliták) rossz minőségű, a stílust nem megfelelően bemutató összeállításokat viselnek, amivel rontják annak megítélését és jelmezszerűvé teszik. Az elitizmusa miatt sokak számára ellenszenves lehet a közösség, és sokan az önkifejezés korlátozásának élik meg a szigorú szabályokat. Meghatározott a szoknyák elfogadható hossza, illetve hogy a cipőket nem szokás mezítláb hordani, a vállakat pedig csak kánikulában illik szabadon hagyni. A stílus követői között elterjedt azoknak a listája, amik hibának számítanak az öltözködésben, és nem képviselik megfelelően a stílust. Ilyenek például a jelmezszerű ruhadarabok és kiegészítők (macskafülek, szárnyak, fekete-fehér, cselédruhára emlékeztető darabok), a stílushoz nem illő anyagok (törtbársony, szatén, farmer, műszálas anyagok) és ruhadarabok (nejlonharisnya, tűsarkú, nyitott orrú cipő). Sok esetben a megjelenés más elemei (smink, hajszín, tetoválás vagy más testmódosítás) is nemtetszést válthatnak ki azokból a lolikból, akik a konzervatívabb irányt képviselik, és ragaszkodnak a porcelánbabaszerű megjelenéshez.

## Életstílus
A lolita divat, bár elsősorban és sok követőjének szemében csak az öltözködésre és a megjelenésre korlátozódik (vagy annak is csak bizonyos elemeire), az évek során kialakult a közösség tudatában a stílushoz passzoló életstílus fogalma is. Az életstílus elsősorban olyan elméleti ideákat követ, mint az ártatlanság, elegancia, gótikus romantika vagy épp az aranyos megjelenés átültetése a személyiségbe is. Így az ideális lolita vonásai (irányzattól függően) a kedvesség, illedelmesség, műveltség, művészetek tisztelete és az esztétikai érzék. Ez a hétköznapokban olyan egyszerű formákban is megjelenhet, mint a trágár beszéd vagy a dohányzás elvetése, vagy éppen kiterjedhet az élet minden területére, nem csak az adott ember viselkedésére. Így az ideális lolita olyan hobbiknak hódolhat, mint a teázás, plüss állatok gyűjtése, varrás, krokettezés vagy más viktoriánus korra jellemző foglalatosság. A viktoriánus tematika gyakran más területeken is megjelenhet, például a lakberendezésben, zenében (Vakesima Kanon), könyvekben (Alice Csodaországban) vagy filmekben (Kamikaze Girls).

## Külföldi megjelenés
A lolita stílus Japánon kívüli elterjedését az anime kultúra népszerűsége segítette elő, az olyan karakterek ismertté válásával, mint Amane Misza (Death Note), Szakurada Mivakó (Paradise Kiss) vagy a Rozen Maidenből ismert babák. A divat külföldi követői így sok esetben maguk is érdeklődnek az animék vagy a japán kultúra más elemei iránt. Gyakori, hogy a külföldi loliták (sok esetben a ruhákhoz való korlátolt hozzáférés, és azok ára miatt) csak bizonyos alkalmakra, találkozókra öltöznek a stílust képviselő ruhákba. Ezzel együtt azonban több országban, főleg az Egyesült Államokban és Nyugat-Európában találhatók a mindennapokban is a divatot követő loliták. Mivel Japánon kívül a divat csak szűk körökben ismert, ezért megrökönyödést válthat ki a szemlélőkből; gyakran megvetés tárgyává válhat a "gyerekruhába" öltözött lolita. Mivel leginkább csak a magánéletben nyílik lehetőségük lolita ruhába öltözni, és kevesen képviselik egy adott országban vagy területen a stílust, ezért a Japánon kívüli loliták gyakran közösségekbe, baráti körökbe tömörülnek, és önállóan szerveznek találkozókat, teadélutánokat. A külföldi loliták helyzetét könnyíti az internetes közösségek elterjedése, a legnépszerűbb ezek közül az egl livejournal community. A folyamatos információáramlást elősegítik a loliták személyes blogjai, illetve az interneten vagy kiszállítással is elérhető lolita témájú magazinok, mint a Gothic & Lolita Bible.
Több nevesebb márka nyitott már külföldön boltot (az Angelic Pretty Párizsban és San Franciscóban, a Baby the Stars Shine Bright pedig a másik két város mellett New Yorkban is), és a legtöbb márka világszerte szállít ruhákat. Megjelentek külföldi független márkák is, amelyek korlátozott számban gyártanak egyedi ruhadarabokat és kiegészítőket. A külföldi loliták között közkedvelt a vitatott hírű Bodyline és a nevesebb márkák ruháinak és mintáinak utánzatait gyártó replika kereskedők is, alacsony áraiknak és nyugat-barát szolgáltatásaiknak köszönhetően. Hogy népszerűségüket megőrizzék, a nagy márkák is szerveznek teadélutánokat boltjaikban vagy "pop-up" boltokat nyitnak rendezvényeken.

## Irányzatok
A japán utcadivatok, így a lolita sokszínűsége is a különböző más divatokkal és irányzatokkal való keveredéséből fakad. A szubkultúra kialakulás óta számos új irányzat született, különböző színvilággal és tematikával. A híresebb márkák is ezeket az irányzatokat követik vagy épp formázzák. 
A gothic lolita, röviden goth-loli (ゴスロリ gosu rori) egy ismertebb irányzata a lolitának, ami annak a goth szubkultúrával való keveredése hozott létre, az 1990-es évek végén. Sok esetben azonosítják az egész stílussal, aminek valójában csak egy kisebb részét képviseli. Az irányzat fontos elemei a sötétebb színvilág (fekete, királykék, vörös, lila), az öltözködésben és a sminkben egyaránt (pl. sötétebb rúzsok vagy szemhéjtus formájában, bár mivel továbbra is lolita irányzatról van szó, ezért így is a természetesebb irányt követi). Gyakoriak a gótikus motívumok (gótikus épületek, keresztek, rózsák, pókháló minta, denevérek) a ruhák mintázatában és a kiegészítőkön. Márkák, amik a stílust képviselik: Moi-même-Moitié, Atelier Pierrot,  Alice and the Pirates
A sweet lolita, más néven ama-loli (甘ロリ- ama rori), az egyik legismertebb irányzat, olyannyira, hogy sokszor az egész szubkultúrát ezzel azonosítják. Eredete a más utcadivatokban (pl. fairy kei) is megtalálható aranyosság motívum találkozása a lolita stílussal, ami Japánban önmagában is nagy népszerűségnek örvend. Az irányzat célja, hogy viselőjének gyermeki külsőt kölcsönözzön. A legfontosabb jellemzői a világos színek (pasztell rózsaszín, kék, sárga) és gyermeki motívumok a díszítésben (édességek, állatok, virágok, gyümölcsök, mesefigurák). Az OTT (over the top, vagyis túlzó) irányzat követői a sweet loli elemeket halmozzák. A kiegészítők az irányzatot tükrözve gyakran állat, szív vagy édesség alakúak (akár tortaszelet alakú fejdíszek formájában is). A hajviseletben gyakoriak a világos vagy pasztell színű parókák, túlméretezett masnik, copfok és frufru. A smink általában természetes, világos, fiatalos megjelenést eredményez. Márkák, amik a stílust képviselik: Angelic Pretty, Baby the Stars Shine Bright, Metamorphose temps de fille.
A classic lolita egy érettebb megjelenést kölcsönző irányzat, amely leginkább a stílus viktoriánus gyökereihez próbál visszanyúlni. A színek általában semlegesek, közepesen sötétek, gyakoriak a klasszikus, szolid földszínek (barna, zöldek, krémszín). Az irányzatra jellemzőek a kidolgozottabb, finomabb minták (főként virágminták), és egyszerűbb, visszafogottabb díszek (kisebb masnik, csipke díszítés) és kiegészítők (kalapok, virágdíszek). Az érettebb megjelenést erősítve, itt már megjelennek A-vonalú, illetve empire-fazonú ruhák is, nem csak a klasszikus, puffos harangszoknyák; a térdig érő zoknikat is sokszor felváltják a teljes lábat fedő harisnyák. A copfok helyett ennél az irányzatnál gyakoribb a kiengedett vagy fonott haj, frufruval, és a sweet lolinál is természetesebbnek ható smink. Márkák, amik a stílust képviselik: Mary Magdalene, Juliette et Justine, Innocent World, Victorian Maiden.
Az old-school lolita egy bármelyik irányzatra kiterjeszthető stílus a lolitán belül, ami az adott irányzat eredeti formájához próbál visszanyúlni. A ruhák anyagán megjelenő minták csak a 2000-es évek második felében kezdtek elterjedni, így az ezt az irányzatot kevető lolik a minták helyett a csipke és fodordíszítéseket részesítik előnyben, illetve a választott irányzaton belül klasszikusnak számító színeket. A kiegészítők is letisztultabbak, egyszerű masnik, fodros térdzoknik és vaskosabb cipők jellemzik.
A kuro és siro lolita irányzattól függetlenül az előbbi esetén a teljesen feketébe, míg az utóbbi esetén a teljesen fehérbe öltözött lolitát jelöli. Gyakran mutatkoznak párban.
A hime lolita (姫 - hercegnő) a hime gyaru trend és a lolita keveredéséből keletkezett, a 2000-es évek végén. Az európai rokokó és a klasszikus "hercegnő öltözet" elemeit (rózsák, masnik, gyöngyök) vegyíti a stílusba. Ez leginkább a rózsaszín-arany színvilágban, feltűnő ékszerek és tiarák, illetve fűzős felsőrészek és rizsporos parókára emlékeztető hajviseletek formájában jelenik meg. 
A country lolita a sweet és classic irányzatok keveredése, és egyfajta vidéki életre emlékeztető stílust képvisel. Gyakoriak a gyümölcs és virág motívumok, pepita minta és a sárga szín. A kiegészítők közül a szalmakalapok és kosárkák jellemzőek leginkább. 
A punk lolita az 1970-es évek közepén kialakult punk divat keveredése a lolitával. Gyakoriak a szakadt anyagok, bőr vagy műbőr, skót-kocka minta különböző élénk vagy sötét színekben (sötétkék, sötétzöld, bordó, vörös, fekete), díszítésként pedig szegecsek, láncok és biztosítótűk szolgálnak.
A guro lolita (gruesome vagy grotesque - hátborzongató, groteszk) egy általában teljesen fehér ruhába öltözött lolitát jelöl. A hangsúly a kiegészítőként használt művéren, kötéseken és sebtapaszokon van. Gyakori motívum a bekötözött vagy szétszaggatott plüss medve is, ami a ruha mintáján vagy a kiegészítőkön jelenik meg.
Az ero lolita a viktoriánus ruhák erotikusabb változatait bemutató irányzat. Általában vörös-fekete színvilág jellemzi; a szoknyák pedig kevéssel rövidebbek a klasszikus fazonnál, sokszor a vállak se fedettek. Gyakran a szoknyát elhagyva, csak alsószoknyát és valamilyen fűzőszerű felsőtészt visel az irányzat képviselője. A díszítésben és kiegészítőkben jellemző a sok fodor és csipke, a neccharisnya, tollak, gyöngysorok és kámeák; illetve kicsit erősebb smink jellemzi. a ruhák sokban emlékeztetnek a 19. századi kánkán táncosnők viseletére.
A wa és qi lolita a hagyományos japán és kínai viselet (kimonó, jukata és quipao) és a harang alakú lolita szoknyák találkozásából született. A sziluetten kívül mindenben a hagyományos anyagokat, színeket és mintákat követi. A wa lolita esetében a ruhák ujja általában hosszú, szélesedő, és több rétegnyi anyagból áll össze, amit obi öv tart a mellrész alatt. Gyakran hordanak hozzá hagyományos fapapucsot (geta) és hajdíszeket, amit kontyokba tűznek. A qi lolita szoknyája általában oldalt fel van sliccelve, a magas nyakrész pedig a váll mentén hurkokkal van összeerősítve.
Az aristocrat vagy madame a lolita stílus érettebb változata, ami a gyermekruhák helyett a viktoriánus kor kifinomultabb női ruháit igyekszik imitálni. A harang formát felváltják a hosszú szoknyák vagy akár nadrágok, a fodros, csipkés blúz fölött pedig sokszor fűzőt viselnek. A színek a sminkben és öltözködésben is sötétebbek, főként a barna dominál. A hajviseletben gyakoriak a kontyok, feltűzött frizurák. Kiegészítőként megjelennek a cilinderek, gyöngy ékszerek, kámeák és magassarkú cipők és csizmák.
Az ouji, kodona, dandy vagy boystyle a lolita divat férfi változata, bár általában ezt is nők viselik. Legtöbbször egyszerű, visszafogott színek jellemzik (fekete, barna, zöld, fehér), az öltözet pedig szűk, térdig érő nadrágból, térdzokniból, fodros ingből és mellényből áll. A kiegészítők közt szerepelnek a cilinderek, csokornyakkendők, zakók és vaskosabb, elegáns férfias fazonú cipők. A nők általában rövidebb, férfiasabb hajviseletet választanak, vagy hosszú hajukat kontyba fogva a kalapjuk alá rejtik.